# Pavel Vaigl
Pavel Vaigl (* 7. listopadu 1975) je bývalý český fotbalista. Po skončení aktivní kariéry působí jako trenér.

## Fotbalová kariéra
V české lize hrál za FC Viktoria Plzeň. Nastoupil v 1 ligovém utkání. Ve druhé lize hrál i za FK Baník Sokolov. Působil také v TJ Přeštice.

## Ligová bilance
| Ročník                          | Zápasy | Góly | Klub              |
| ------------------------------- | ------ | ---- | ----------------- |
| 1. česká fotbalová liga 1995/96 | 1      | 0    | FC Viktoria Plzeň |
| 2. česká fotbalová liga 2006/07 | 1      | 0    | FK Baník Sokolov  |
| CELKEM 1. česká liga            | 1      | 0    |                   |